# Portia White
Pour les articles homonymes, voir White.
Portia May White (24 juin 1911 - 13 février 1968) est une contralto canadienne, connue pour être la première chanteuse de concert afro-canadienne à atteindre une renommée internationale. Ayant grandi au sein de la chorale de l'église baptiste de son père à Halifax, en Nouvelle-Écosse, elle participe à des concours de chant locaux, lors de son adolescence et se forme ensuite au conservatoire de musique de Halifax (en). En 1941 et 1944, elle fait ses débuts nationaux et internationaux en tant que chanteuse, recevant les éloges de la critique pour ses interprétations de la musique classique européenne et des negros spirituals. Portia White effectue ensuite des tournées en Europe, dans les Caraïbes, en Amérique centrale et en Amérique du Sud. 
Des difficultés vocales et un cancer la contraignent finalement à la retraite, en 1952, et elle s'installe à Toronto pour ensuite enseigner à de jeunes musiciens canadiens tels que Lorne Greene, Dinah Christie (en), Don Francks, Robert Goulet et Anne Marie Moss (en). L'une des dernières grandes apparitions publiques de Portia White est une performance du Commandement royal (en) pour la reine Élisabeth II et le prince Philip, en 1964.
En 1995, Portia White est reconnue comme personne d'importance historique nationale par le gouvernement du Canada. Ses premiers soutiens en Nouvelle-Écosse ont ensuite créé le Nova Scotia Talent Trust, qui attribue chaque année des bourses d'études artistiques aux artistes locaux, tant émergents qu'établis, et le gouvernement de la Nouvelle-Écosse continue de décerner chaque année le prix Portia White (en).
En 2007, Portia White se voit décerner, à titre posthume, un prix pour l'ensemble de son œuvre par l'East Coast Music Association (en).

## Biographie

### Jeunesse et famille
Portia May White naît le 24 juin 1911 à Truro, en Nouvelle-Écosse. Elle est la troisième des 13 enfants nés d'Izie Dora (White) et de William A. White (en). Sa mère est une descendante des loyalistes noirs de Nouvelle-Écosse, tandis que son père est le fils d'anciens esclaves de Virginie ; il s'est installé au Canada de façon autonome. William fréquente l'université Acadia, en Nouvelle-Écosse, devenant plus tard le premier Noir canadien à obtenir un doctorat en divinité (en), en Acadie. Après la première guerre mondiale, la famille White s'installe à Halifax et William devient le diacre de l'église baptiste de Cornwallis Street (en).
De nombreux autres membres de la famille de Portia White se distinguent dans la vie politique et culturelle canadienne, notamment ses frères Jack (en), un célèbre dirigeant syndical canadien, et Bill (en), le premier Canadien d'origine africaine à se présenter à un poste politique au Canada et Lorne, qui participe régulièrement à l'émission de télévision Singalong Jubilee (en). Portia White est également la tante du sénateur Donald Oliver (en) et de la commentatrice politique Sheila White. Portia White commence sa carrière musicale, à l'âge de six ans, comme membre de la chorale de l'église baptiste de Cornwallis Street, dont sa mère est également la directrice musicale. En grandissant, Portia White devient directrice de chorale et aide à la collecte de fonds de l'église en chantant dans l'émission de radio hebdomadaire de son père.
Dans une interview accordée plus tard dans sa vie, elle explique que son amour de la musique et du spectacle s'est développé très tôt :

« Personne ne m'a jamais dit de chanter, je suis née en chantant. Je pense que si personne ne m'avait jamais parlé, je ne serais pas capable de communiquer autrement qu'en chantant. Je m'inclinais toujours dans mes rêves, je chantais devant les gens et je défilais sur la scène quand j'étais toute petite »

Adolescente, elle participe à un concours de chant local avec sa sœur June, les deux interprétant un air du Lucia di Lammermoor de Gaetano Donizetti. Elles remportent le premier prix. Bien que Portia White souhaite poursuivre une carrière de chanteuse, elle ne peut pas se permettre de suivre une formation professionnelle, à l'époque.
Elle entre à l'université Dalhousie, en 1929, où elle étudie pour devenir enseignante. Dès le début des années 1930, elle enseigne à Africville et à Lucasville (en), deux petites communautés de Halifax à prédominance noire de la Nouvelle-Écosse, et à cette époque, White peut enfin commencer à payer ses cours de chant. Elle participe régulièrement au festival de musique de Halifax, où elle remporte la Helen Kennedy Silver Cup, en 1935, 1937 et 1938,
jusqu'à ce que les organisateurs du festival décident finalement de lui décerner la coupe de façon permanente.
En 1939, Portia White obtient une bourse pour poursuivre sa formation musicale au conservatoire de musique de Halifax, avec le célèbre baryton italien Ernesto Vinci, et celui-ci lui enseigne le style vocal du bel canto. Elle donne bientôt son premier récital officiel et, après le début de la Seconde Guerre mondiale, elle continue à chanter dans des concerts et des émissions de radio. Elle remporte des prix lors de festivals de musique provinciaux et, au milieu de l'année 1941, elle rencontre Edith Read, directrice d'une école de Toronto, qui lui propose d'organiser de nouveaux spectacles pour elle.

### Carrière de chanteuse et vie ultérieure

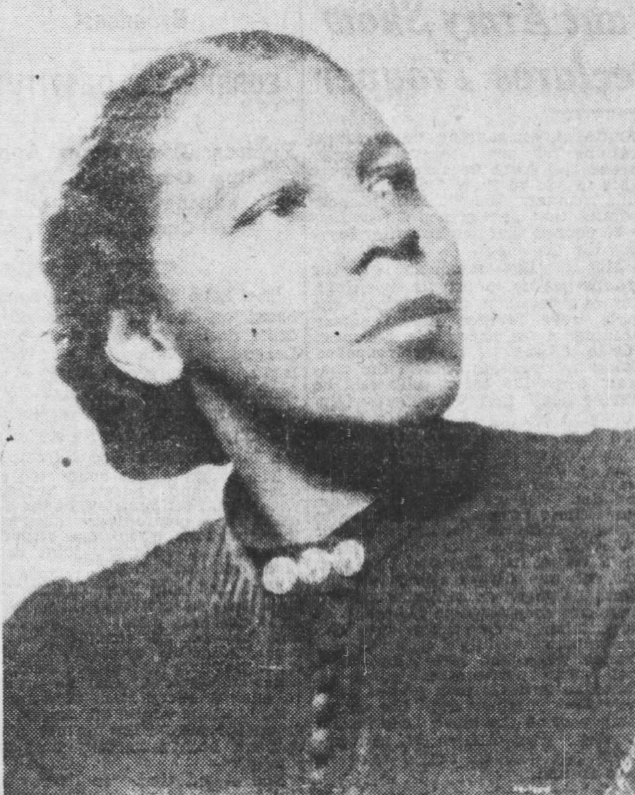
Portia White (1945).

En novembre 1941, avec le soutien de Read, Portia White, 30 ans, fait ses débuts nationaux en tant que chanteuse à Toronto, à l'auditorium Eaton. Elle reçoit un accueil favorable, du public, recevant même une offre de gestion de carrière de la part d'Oxford University Press, le lendemain de sa représentation. Bien qu'elle ait été confrontée au racisme, dans sa recherche de nouveaux spectacles, elle effectue ensuite une tournée, à travers le Canada, donnant des concerts dans des lieux tels que la résidence officielle du gouverneur général à Rideau Hall.
Portia White chante à la fois de la musique classique européenne et des negro spirituals, et les œuvres de Harry Burleigh (en) font constamment partie de son répertoire de concert. En plus des morceaux anglais, elle interprète de la musique en italien, allemand, français et espagnol, et la gamme de trois octaves de White est saluée par la critique. La critique d'Hector Charlesworth (en), dans The Globe and Mail, observe « l'expression piquante et la beauté des propos de White », tandis qu'un critique du Toronto Evening Telegram (en) déclare qu'elle a un « contralto coloré et magnifiquement nuancé... C'est une voix naturelle, un don du ciel ». White a été comparé à la célèbre contralto américaine, Marian Anderson.
Après avoir été auditionnée par le directeur général du Metropolitan Opera, Edward Johnson (en), Portia White fait ses débuts internationaux, à New York, en 1944, devenant la première Canadienne à se produire au Town Hall de New York. The New York Times qualifie sa performance de « remarquable » et Paul Bowles du New York Herald Tribune écrit que « White, contralto, a montré au public ... qu'elle a non seulement un instrument vocal magnifique, mais aussi qu'elle a suffisamment de musicalité et d'intelligence pour en faire ce qu'elle veut ».
Portia White chante ensuite dans de nombreux autres concerts, à travers les États-Unis. La province de Nouvelle-Écosse et la ville de Halifax apportent un nouveau soutien financier à l'étoile montante, en achetant une cape de renard blanc que Portia White pouvait porter lors de ses représentations. En 1945, elle signe un contrat avec l'agence d'artistes Columbia Concerts Incorporated,  suivi, en 1946, d'une tournée de trois mois, en Amérique centrale, en Amérique du Sud et dans les Caraïbes, et elle chante en France et en Suisse, en 1948. Portia White est la première chanteuse de concert canadienne noire à atteindre une renommée internationale,.
Des problèmes de voix, des tournées épuisantes et un éventuel diagnostic de cancer du sein contribuent ensuite à la retraite anticipée de Portia White, du chant public, en 1952, et elle s'installe à Toronto, où elle étudie avec les sopranos Gina Cigna et Irene Jessner au Conservatoire royal de musique. En tant que professeur de chant, elle enseigne également à certains des jeunes talents musicaux canadiens, et ses étudiants comprennent les chanteurs Lorne Greene, Dinah Christie (en), Don Francks, Robert Goulet, Anne Marie Moss (en)  et Judith Lander. Elle se produit à Halifax, pour quelques rares représentations, au cours des années 1950. Bien qu'elle ait annoncé son intention de reprendre une carrière de chanteuse à plein temps, son retour dans le circuit des concerts ne s'est jamais entièrement concrétisé.
En 1964, elle chante dans un spectacle de performance du Commandement royal (en) pour la reine Élisabeth II et le prince Philip, à l'occasion de l'ouverture du Centre des arts de la Confédération à Charlottetown, sur l'Île-du-Prince-Édouard. Il s'agit de l'un de ses derniers grands concerts,.
Portia White décède à Toronto, le 13 février 1968, à l'âge de 56 ans.

## Héritage et distinctions
En 1944, les partisans de White créent, en Nouvelle-Écosse, le Nova Scotia Talent Trust, afin de lui fournir une aide financière pour sa carrière de chanteuse. Le trust a ensuite créé des bourses annuelles pour d'autres artistes néo-écossais et continue à décerner le prix Portia White aux artistes qui font preuve « d'un engagement et d'un potentiel exceptionnels en matière de voix ». Le gouvernement provincial de la Nouvelle-Écosse décerne également un prix Portia White pour « l'excellence culturelle et artistique », et le premier prix Portia White (en), de 1998, est attribué au poète néo-écossais George Elliott Clarke, arrière-petit-neveu de White.
Portia White est déclarée personne d'importance historique nationale par le gouvernement du Canada  et elle a fait l'objet d'une émission spéciale de timbres-poste du millénaire, célébrant les réalisations canadiennes. Lors des East Coast Music Awards (en) de 2007, elle reçoit, à titre posthume, le prix Dr Helen Creighton, pour l'ensemble de son oeuvre.
Son nom est donné à Portia White Court, une rue de Halifax, ainsi qu'à l'atrium Portia White, à la Citadel High School (en). En 2017, le prix Portia White pour la jeunesse est créé dans le cadre des African Nova Scotian Music Awards.
Portia White est le sujet de la pièce Portia White: First You Dream (en) (aussi connu simplement sous le nom de Portia) de Lance Woolaver (en), du documentaire Portia White: Think on Me de Sylvia Hamilton et du livre Portia White de George Elliott Clarke.

## Discographie
- Think on Me (1968, White House Records)
- Great Voices of Canada, Vol 5. White et al. Analekta
- First You Dream (1999. C. White)
- Library and Archives Canada also holds audio recordings of White's live performances.

### Articles
- (en) Margaret Aitken, « Portia White, the new Canadian star of the concert stage », Saturday Night,‎ 8 avril 1944.
- (en) Vincent Geller, « I, too, am Nova Scotia », Performing Arts in Canada,‎ septembre 1986, p. 23.
- (en) Jay White, « Portia White's spiritual winter », Collections of the Royal Nova Scotia Historical Society,‎ 1995, p. 44.